# Saal an der Saale
Saal é um município da Alemanha, no distrito de Rhön-Grabfeld, na região administrativa de Baixa Francónia , estado de Baviera.